# Bundesautobahn 672
De Bundesautobahn 672 is een korte autosnelweg in Duitsland die vooral dient om de A5 met de A67 te verbinden. Hij loopt door tot aan de Bundesstraße 26. De autosnelweg bevindt zich in Griesheim en Darmstadt.